# Diários de Intercâmbio
Diários de Intercâmbio é um filme brasileiro de comédia romântica, dirigido e escrito por Bruno Garotti em parceria com Sylvio Gonçalves. O longa é uma produção da Ananã Produções em parceria com a Paris Filmes e a Netflix e estreou em 18 de agosto de 2021 no streaming. A trama acompanha duas amigas viajam para o exterior em busca de novas experiências, mas logo se veem envolvidas em situações inesperadas, levando uma jornada de autodescoberta que transforma suas vidas de maneiras únicas.
Estrelado por Larissa Manoela e Thati Lopes, o filme fez sucesso na plataforma, entrando para o top 10 em vários países.

## Sinopse
Barbara (Larissa Manoela) e Taila (Thati Lopes) são duas amigas de personalidades opostas que, em busca de novas experiências, decidem se aventurar em um intercâmbio nos Estados Unidos, como au pairs. Sem saber o que esperar, elas enfrentam um choque cultural inesperado e se veem em situações inusitadas.
Barbara, acostumada ao conforto da casa de sua mãe, se vê desafiada por sua severa anfitriã, uma advogada poderosa, e tem que lidar com as tarefas domésticas e o cuidado de um menino travesso. Já Taila, uma jovem irreverente que despreza os americanos, é acolhida por um casal conservador e patriota, que perdeu a filha e tenta moldá-la para ser uma réplica da menina.
Enquanto lidam com as diferenças culturais e desafios pessoais, as duas amigas descobrem o verdadeiro significado de amizade, enfrentando amores complicados. Barbara se vê dividida entre o charmoso comissário de bordo Bradley (David Sherod) e o brasileiro Lucas (Bruno Montaleone), e essa escolha pode colocar sua amizade com Taila à prova. Entre confusões, encontros inesperados e descobertas, elas acabam encontrando mais do que esperavam e percebem que seus sonhos são maiores do que imaginavam.

## Elenco
| Ator/Atriz       | Personagem             |
| ---------------- | ---------------------- |
| Larissa Manoela  | Barbara da Silva Neves |
| Thati Lopes      | Taila Santana          |
| Bruno Montaleone | Lucas Paredes Hamlin   |
| David Sherod     | Bradley Hamlin         |
| Emanuelle Araújo | Zoraia Paredes         |
| Maiara Walsh     | Katherine Kenner (Kat) |
| Marcos Oliveira  | Seu Hélio              |
| Flávia Garrafa   | Regina da Silva Neves  |
| Tim Eliot        | Mr. Fields             |
| Kathy-Ann Hart   | Sheryll                |
| Ray Faiola       | Jeff Kenner            |
| Noa Graham       | Martha Kenner          |
| Valeria Silva    | Henza                  |
| Richie Fusco     | Bradley Hamlin (jovem) |
| Emília Perdesen  | Zoraia Paredes (jovem) |
| Bárbara Bruno    | Tereza Almeida Rosa    |

## Produção
Em 16 de janeiro de 2020, começaram as filmagens do filme. As primeiras cenas foram filmadas no Aeroporto Internacional do Rio de Janeiro-Galeão, no Rio de Janeiro, e em vários locais da cidade de Niterói, como as praias de Icaraí e Charitas e o Parque da Cidade. Nesta semana, a equipe e o elenco seguem para Nova York para filmar cenas em solo americano.
Em 21 de janeiro de 2020, foram divulgadas as primeiras imagens do filme pela Paris Filmes, em suas redes sociais.